# Ansonia albomaculata
Ansonia albomaculata es una especie de anfibios de la familia Bufonidae.
Habita en Brunéi, Indonesia y Malasia.
Su hábitat natural incluye bosques tropicales o subtropicales secos y a baja altitud y ríos.
Está amenazada de extinción por la pérdida de su hábitat natural.